# Jonas Gonçalves Oliveira
Jonas Gonçalves Oliveira (Bebedouro, Brazilia, 1 aprilie 1984) este un fotbalist brazilian care joacă ca atacant la Benfica în Primeira Liga din Portugalia.

## Palmares

### Club
Grêmio
- Campeonato Gaúcho: 2010

Santos
- Campeonato Paulista: 2006, 2007

Benfica
- Primeira Liga: 2014–15, 2015–16
- Taça da Liga: 2014–15, 2015–16
- Supertaça Cândido de Oliveira: 2016

### Individual
- Bola de Prata (Brazil): 2010
- Arthur Friedenreich Award: 2010
- Cosme Damião Award - Footballer of the Year: 2015
- SJPF Player of the Month: February 2015, April 2015, January 2016, February 2016, March 2016
- 2015 Taça da Liga Final: Man of the Match
- UEFA's Player of the Year in Portugal: 2014–15
- Primeira Liga Player of the Year: 2014–15, 2015–16
- CNID Awards - Footballer of the Year: 2016
- Primeira Liga Top scorer: 2015–16